# 清原清
清原 清（きよはら きよし、天保2年（1831年） - 慶應4年閏4月25日（1868年6月15日））、元新選組砲術師範、御陵衛士。原名是西村彌左衛門。
熊本藩出身。慶應元年（1865年）5月、在江戸受土方歳三招募為隊士。其后在新选组即将成为幕臣之前（即新选组的地位受幕府承认）跟随伊東甲子太郎成立御陵衛士，后加入新政府。
先后改名为竹川直枝、武川直江。油小路事件時因前往伊勢而幸免。去江户的路上与回京的加納鷲雄相遇并一起參加了鳥羽・伏見之戰、然後投靠了薩摩軍，從北關東轉戰至會津。他同时亦是向新政府指认出投降后的近藤勇的真实身份的人。最后於白河口之戰陣亡。
墓地在戒光寺和鎮護神山（白河市的薩摩藩戰死者墓）。 虽然埋葬在白河市内的新政府軍墓地，但在萨摩藩的鎮護神社也有建造他的墓石。